# Full informatiu
Un full informatiu (en anglès, factsheet) és una presentació sintètica de dades en un format que en destaca de forma breu i molt visual els punts claus. Normalment, fa servir taules, paràgrafs senzills, enumeracions o capçaleres i no ocupa pas més d'una sola pàgina.
És ben freqüent que els "fulls de fets" continguin informació d'un producte, amb dades tècniques, llistes, estadístiques, respostes a preguntes freqüents, material educatiu, etc. Molt sovint són un resum del contingut d'un document informatiu més llarg.

## Exemples
- Fulls de fet planetari de la NASA
- El Mundial Factbook, una col·lecció de CIA de tabular factsheets en diversos països Arxivat 2013-05-10 a Wayback Machine.
- Fulls de fet de la Unió Europea proporcionen lectors amb un revisió del procés d'integració europea i la funció del Parlament europeu en aquest desenvolupament. El contingut d'aquests fulls de fet cobreix sis àrees principals com: les feines a la UE, l'Europa dels ciutadans, el mercat intern, les polítiques comunes, la unió econòmica i monetària i les relacions externes de la UE .
- Una col·lecció Arxivat 2016-10-19 a Wayback Machine. de factsheets de diferents països dins Europa